# Worthington (Pennsilvània)
Worthington és una població dels Estats Units a l'estat de Pennsilvània. Segons el cens del 2000 tenia 778 habitants.

## Demografia
Segons el cens del 2000, Worthington tenia 778 habitants, 307 habitatges, i 212 famílies. La densitat de població era de 536,4 habitants per km².
Dels 307 habitatges en un 29,3% hi vivien nens de menys de 18 anys, en un 56,7% hi vivien parelles casades, en un 9,4% dones solteres, i en un 30,9% no eren unitats familiars. En el 26,4% dels habitatges hi vivien persones soles el 12,1% de les quals corresponia a persones de 65 anys o més que vivien soles. El nombre mitjà de persones vivint en cada habitatge era de 2,43 i el nombre mitjà de persones que vivien en cada família era de 2,91.
Per edats la població es repartia de la següent manera: un 22,2% tenia menys de 18 anys, un 7,8% entre 18 i 24, un 26,6% entre 25 i 44, un 26,9% de 45 a 60 i un 16,5% 65 anys o més.
L'edat mediana era de 40 anys. Per cada 100 dones de 18 o més anys hi havia 92,7 homes.
La renda mediana per habitatge era de 31.000$ i la renda mediana per família de 37.292$. Els homes tenien una renda mediana de 27.443$ mentre que les dones 21.818$. La renda per capita de la població era de 15.122$. Entorn del 2,9% de les famílies i el 9,2% de la població estaven per davall del llindar de pobresa.

## Poblacions més properes
El següent diagrama mostra les poblacions més properes.